# 天康 (東晋)
天康（てんこう）は、桓楚の君主桓謙の治世に使用された元号。404年 - 405年。天安とも表記された。

## 西暦・干支との対照表
| 天康 | 元年  | 2年   |
| 西暦 | 404年 | 405年 |
| 干支 | 甲辰  | 乙巳  |